# Isopedella cerussata
Isopedella cerussata är en spindelart som först beskrevs av Simon 1908.  Isopedella cerussata ingår i släktet Isopedella och familjen jättekrabbspindlar. Inga underarter finns listade i Catalogue of Life.